# Nazli Ekici
Nazli Ekici (* 28. März 1976 in Sulz am Neckar) ist eine deutsche Crosslauf-Sommerbiathletin und Langstreckenläuferin.
Nazli Ekici startet für Freischütz Empfingen und wird von Hans-Peter Baiker trainiert. Die Arzthelferin begann 2008 mit dem Biathlonsport und gewann schon bei den Deutschen Meisterschaften 2009 in Zinnwald an der Seite von Judith Wagner und Elena Burkard in der Luftgewehr-Staffel die Bronzemedaille. Ihren Durchbruch hatte sie bei den Bezirksmeisterschaften 2010, als sie erstmals aus dem Schatten der in ihrer Region dominierenden Athletin Julia Baiker treten konnte. Bei den Deutschen Meisterschaften 2012 in Frankenhain gewann sie an der Seite von Judith Wagner und Franziska Mast als Vertretung Württemberg I  ihren ersten Titel mit der Luftgewehr-Staffel. Mit der zweiten Staffel Württembergs gewann sie bei den Kleinkaliber-Wettbewerben mit Laura Weiler und Doren Köppe Bronze. Im Luftgewehr-Sprint gewann sie zudem Bronze hinter Thordis Arnold und Maike Stumpf und damit ihre erste Einzelmedaille. Nach der Saison begann sie mit Vorbereitungen auf ihren ersten Marathonlauf.